# Banana split
La banana split è un dessert di frutta e gelato tra i più famosi al mondo. A causa della forma della banana, che ne costituisce l'ingrediente irrinunciabile, viene servito in un piatto stretto e lungo denominato barchetta. Il termine "split" si riferisce al fatto che la banana è divisa (split in inglese) in due metà. 

## Storia
La ricetta della banana split fu brevettata nel 1904 da David Evans Strickler (detto anche Splinter), studente dell'Università di Pittsburgh, che all'epoca lavorava nel bar del padre, a Latrobe in Pennsylvania, occupandosi prevalentemente di bibite e cocktail. Secondo la tradizione, Stickler perfezionò il dessert ideato alcuni anni prima da un venditore di gelati di Boston, che aveva il difetto di essere composto con banane non sbucciate. 
Tuttavia tutti i cittadini di Latrobe lo accreditano come l'inventore del celebre dolce, tanto che nel 2004 è stato celebrato il centesimo anniversario dall'invenzione della banana split.
L'invenzione della banana split è reclamata anche dalla città di Wilmington, in Ohio: qui nel 1907 il ristoratore Ernest Hazard, deluso dalle proposte ricevute dal proprio personale, al quale aveva chiesto di inventare un nuovo dolce da sottoporre al giudizio dei clienti, preparò da solo un dessert, tagliando longitudinalmente una banana ed aggiungendo del gelato come ripieno. In ricordo di quell'episodio ogni anno a Wilmington si tiene il "Banana Split Festival", una vera e propria palestra culinaria in cui tutti possono sbizzarrirsi nella preparazione del dolce sia con gelato che con il caffè.
Indipendentemente dalla sua invenzione, al successo e alla diffusione della banana split contribuì in modo decisivo la catena di ristoranti Walgreens, fondata a Chicago nel 1901: il fondatore Charles Walgreen, incluse presto la banana split nel menù e in breve tempo essa divenne un elemento distintivo della catena.

## Preparazione

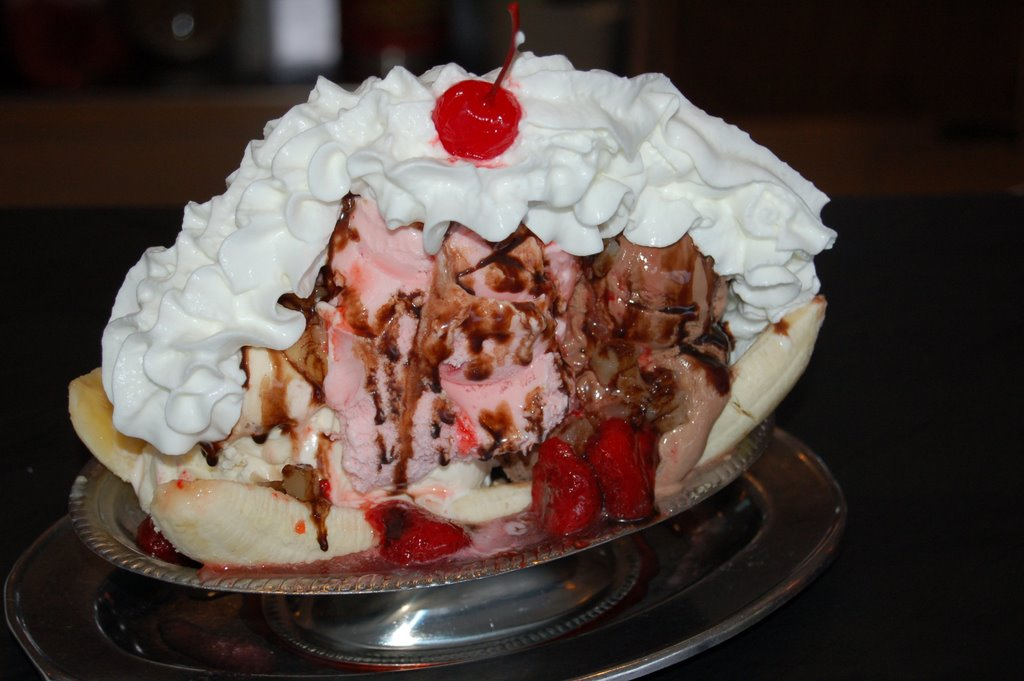
Tradizionale banana split servita in Massachusetts

La preparazione della banana split richiede di sbucciare una banana e tagliarla a metà in senso longitudinale, disponendola in un piatto preferibilmente di forma allungata. Alla banana va quindi aggiunto del gelato - la tradizione vuole che siano aggiunte tre palle, una alla fragola, una al cioccolato e una alla vaniglia - ricoperto da panna montata. Altre gustose guarnizioni per il gelato possono essere le noccioline sbriciolate, il caramello, fettine di ananas, lo sciroppo d'acero, quello al cioccolato o ancora quello all'amarena e le ciliegie. Molti ristoranti e pasticcerie aggiungono anche del maraschino alla panna montata o alle noccioline.